# Манифест герцога Брауншвейгского

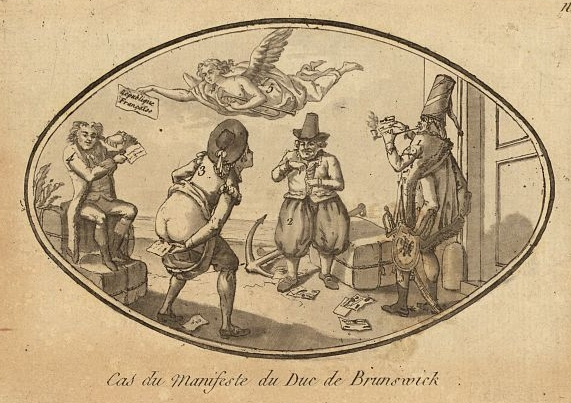
Анонимная карикатура (1792),
изображающая отношение к манифесту

Манифе́ст ге́рцога Брауншве́йгского (фр. manifeste de Brunswick, нем. Manifest des Herzogs von Braunschweig) — обращение к народу революционной Франции командующего объединённой австро-прусской армией Карла Вильгельма Фердинанда, герцога Брауншвейгского (1735—1806) в ходе Войны первой коалиции.

## Предыстория
20 апреля 1792 года революционная Франция объявила войну Австрии. Уже 28 апреля французская армия вторглась в Австрийские Нидерланды. Обеспокоенная развитием революции, Пруссия заключила соглашение с Австрией о борьбе с революционной Францией и восстановлении власти Людовика XVI. Летом союзники начали сосредоточение войск в Кобленце, на границе Франции с Трирским архиепископством.

## Содержание и авторство

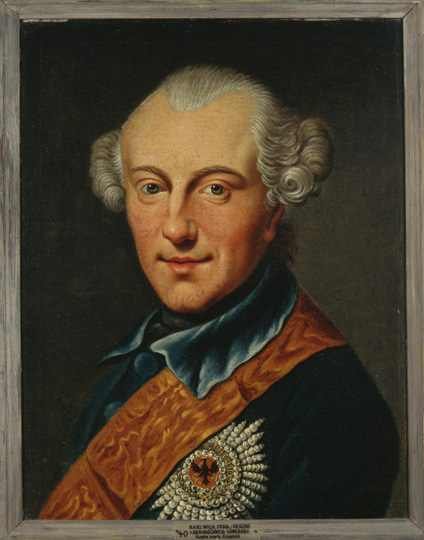
Портрет герцога Брауншвейгского работы И. Г. Цизениса (1780)

Незадолго перед вторжением в пределы Франции, 25 июля 1792 года в Кобленце был издан манифест за подписью герцога Брауншвейгского, адресованный французскому народу. 3 августа он был напечатан в «Le Moniteur universel».
В манифесте было указано, что если национальные гвардейцы будут сражаться против войск двух союзных дворов, то «они будут наказаны как бунтовщики, восставшие против своего короля». Согласно манифесту, на членов Национального собрания, администраторов департаментов и прочих должностных лиц «будет возложена личная ответственность за все события», они «будут отвечать за всё своей головой» и их «будут судить по законам военного времени без всякой надежды на помилование». Парижу манифест грозил военной расправой и полным разрушением (фр. une exécution militaire et une subversion totale), если его жители учинят своему королю и членам его семьи «хоть малейшее оскорбление, хоть малейшее насилие».
Вопрос об авторстве манифеста является дискуссионным. Сам герцог имел репутацию осторожного человека и симпатизанта идей Просвещения. Достоверных сведений о том, что он лично составлял манифест, нет. Более вероятно, что авторами или вдохновителями манифеста были французские эмигранты-роялисты, присоединившиеся к австро-прусской армии. По одной из версий, это принц Луи-Жозеф де Бурбон-Конде, командующий эмигрантского военного корпуса, так называемой «Армии Конде». По другой — Ж. Малле, Ж.-Ж. Жоффруа де Лимон и Ж.-Ж. Пеллен (бывший секретарь Мирабо) при участии графа Ферзена.

## Последствия
Манифест имел последствия прямо противоположные его основным целям: принудить население Франции к повиновению и обеспечить безопасность короля и королевы. Он способствовал радикализации революции и, в конечном счёте, стал катализатором восстания 10 августа и Сентябрьских расправ. Позже сам герцог заявлял, что был бы готов отдать жизнь, чтобы отозвать манифест.